# Vasile Motrescu
Vasile Motrescu (n. 11 octombrie 1920, Vicovu de Jos, Suceava, România – d. 29 iulie 1958, Botoșani, România) a fost un luptător anticomunist bucovinean. A luptat în cel de-Al Doilea Război Mondial. A făcut parte din mai multe grupări anticomuniste, acționând în Bucovina.
A murit la Botoșani, pe 29 iulie 1958, la orele 21:30, fiind executat după ce a fost capturat prin trădare.

## Biografie
Vasile Motrescu era născut pe 11 octombrie 1920, în satul Vicovu de Jos, județul Suceava, într-o familie de țărani săraci, ca fiu al lui Pentilei și al Sofiei Motrescu, alături de încă 3 frați: Ion, Constantin și Gheorghe. A absolvit 6 clase primare și s-a desăvârșit în agricultură până în 1942, când este recrutat în armată și pleacă pe frontul de est.
După război, revine în satul său natal, se însoară și are doi copii, George și Sofia.
Vasile Motrescu nu a făcut parte din nicio organizație politică. 
Gavril Vatamaniuc îi aprecia cultura generală și educația, în ciuda puținilor ani de școală. Conform acestuia, Motrescu era un iubitor și un excelent cunoscător al istoriei românilor, îndeosebi a Moldovei.

## Partizanatul

### Prima condamnare
În 1944, odată cu ocuparea Bucovinei de Nord de către armata roșie, se alătură grupării de partizani anticomuniști conduse de Vladimir Macoveiciuc , iar în 1949 află că este urmărit de Securitate pentru acțiunile anticomuniste întreprinse cu 5 ani mai devreme, fapt ce îl determină să se retragă în pădurile Bucovinei.
În perioada următoare, face parte din gruparea condusă de Constantin Cenușă, cel alături de care a fost condamnat la 31 de ani de închisoare de către Tribunalul Militar Iași datorită „activității desfășurate în spatele trupelor sovietice în primăvara anului 1944”.

### A doua condamnare
Se predă la insistențele familiei și în urma promisiunilor făcute de Securitate, în 1951, și este folosit de către Securitate ca element infiltrat în grupul Carpatin-Făgărășan, condus de către Ion Gavrilă Ogoranu, pentru obținerea de informații și capturarea membrilor. Referitor la acest moment, în 1968, la aniversarea a două decenii de la înființarea Securității, a fost trimis Consiliului Securității Statului un raport semnat de locotenent-colonelul Gheorghe Alexandru despre acțiunea de prindere a celor doi „bandiți”, Vasile Motrescu și Gavril Vatamaniuc, întreprinsă de maiorul Munteanu Constantin: „Motrescu Vasile originar din comuna Vicovu de Jos, după ce a trădat misiunea încredințată în prinderea bandei Gavrilă din Făgăraș, care a avut ca urmare împușcarea unor informatori infiltrați în această bandă, a devenit fugar, polarizând în jurul lui alte trei elemente: Vatamaniuc Gavril și frații Chiraș (Ion și Gheorghe) originari din comuna Sucevița, care își desfășurau activitatea în zona muntoasă a comunelor: Sucevița, Voitinel și Vicovu de Jos. 
Aceștia terorizau muncitorii din pădure, în special membri de partid și efectuau periodic jafuri la stânele din zonă, creând o stare de spirit nefavorabilă”. Ion Gavrilă Ogoranu mărturisește că Vasile Motrescu l-a salvat pe el și o parte din grupul său din capcana întinsă de Securitate, șoptindu-i lui Ghiță Hașu „Frățiorilor, sunteți vânduți și înconjurați”, spunându-le securiștilor, în urma dejucării planului lor: „Ați crezut că-mi voi vinde frățiorii mei? V-ați înșelat, tâlharilor!”. Într-un interviu din 1991, Ion Gavrilă Ogoranu relata: „Am fi căzut sigur în capcană, dacă în acea grupă de falși partizani nu s-ar fi aflat un bucovinean înalt, în haine naționale, Vasile Motrescu, care ne-a salvat viața”.
Se întoarce la Securitate, îi minte legat de întâmplarea cu grupul Carpatin-Făgărășan, și este folosit într-o încercare de capturare a lui Macoveiciuc Silvestru, în fața căruia se desconspiră. Este condamnat la 23 de ani și șase luni de închisoare din cauza „eșecurilor” sale. În urma acestei sentințe, pleacă iar în pădure, la 23 mai 1952.

### A treia condamnare
Tot în 1952, la o lună de la salvarea grupului condus de Ion Gavrilă Ogoranu, se alătură lui Gavrilă Vatamaniuc (fugar din 1948) și fraților Chiraș Ioan și Gheorghe, care aveau să fie împușcați de trupele securității mai târziu. Alături de acest grup, Vasile Motrescu răspândește manifeste și contribuie la întărirea ideii în rândul bucovinenilor că occidentul va răsturna regimul instaurat de către sovietici și că un nou război este în apropiere. 
În toată această perioadă, (1952-1958), Vasile Motrescu trimite autorităților o serie de scrisori în care arată motivele pentru care s-a refugiat în munți, prezentând totodată și starea de nemulțumire existentă în rândul țărănimii din Bucovina, în fața colectivizării forțate. El cere grațierea deținuților politici și eliberarea, în special, a lui Constantin Cenușă, promițând că dacă aceste cereri vor fi îndeplinite, el va ieși din clandestinitate. Un caiet, de 38 de pagini, cu însemnările și poeziile sale, din anul 1953, este depus la Miliție.
Grupul construiește un bordei în toamna anului 1954 în pădurea de la Bâtca Corbului, bordei care este atacat de trupele securității pe 18 ianuarie 1955, ocazie cu care Vasile Motrescu împușcă mortal doi ostași, pentru a putea să fugă. În bordei a fost găsit un petic de hârtie intitulat "Către călăii Neamului Românesc", semnat partizan Vasile Motrescu.
După atacul Securității, părăsește grupul Vatamaniuc și acționează pe cont propriu.
La 30 ianuarie 1956 este condamnat a treia oară, de data aceasta la moarte prin împușcare pentru „crima de acte de teroare”, fiind considerat de Securitate drept șef al grupării Vatamaniuc.

### Trădarea
Este trădat la mijlocul lunii ianuarie 1958 de către Toader Șfichi, în timp ce se afla la una dintre gazdele sale din anii 1955-1958: Gavril și Valeria Șfichi din Gălănești. Aceștia, pe lângă adăpostul oferit, i-au furnizat hârtie pentru a-și redacta jurnalul. Este închis la Penitenciarul Botoșani și îi este considerată valabilă condamnarea din 1956. În urma respingerii recursului și a cererii de grațiere, este executat la Botoșani pe 29 iulie 1958, la orele 21:30.

## Familia
Familia lui Vasile Motrescu a avut foarte mult de suferit din partea organelor statului, datorită activității sale. Neamul Motreștilor a suferit ani grei de temniță. 60 de persoane arestate au primit peste 700 ani de închisoare și toată averea confiscată. Mama, frații, logodnica, toți au fost schingiuiți, trași la grindă cu funia să-l predea pe Vasile Motrescu. Sofia Motrescu, mama lui Vasile, a fost arestată pe 24 mai 1958, fiind acuzată de „favorizarea crimei de acte de teroare”. Fratele său, Gheorghe, s-a întors paralizat de picioare din pușcărie.
Din cauza activității lui Vasile, cei doi copii ai lui n-au avut voie să studieze decât 4 clase primare.

## Poezii
În timpul haiduciei, Vasile Motrescu a scris mai multe poezii, de o artă naivă, însă care reflectau sinceritatea și viața dusă de haiduc.

### Frunză verde matostat
Frunză verde matostat 
Oare cin' m-a blestemat 
De nu pot trăi în sat, 
Numa-n codru înarmat? 

Să-mi câștig pâinea cu-amar, 
Să stau prin păduri fugar? 
Pentru Sfânta Libertate, 
Prin păduri umblu, măi, frate, 
Ca melcul cu casa-n spate! 

De robia comunistă 
Am lăsat copii, soție, 
M-am lipsit de libertate 
Și m-am dus în haiducie. 

Cine spune că mi-e bine 
Să vină-n codru cu mine, 
Să șadă numai trei zile, 
Să vadă cât mi-e de bine. 

Să mănânce din mâncare 
Câștigată cu sudoare, 
Udată cu lăcrămioare, 

Să vadă și-al meu somn dulce 
Cu mâna pe țeava puștii 
Și cu capul pe cartușe 

Poiana Sihastrului 
Poteca haiducului 
Stând pe marginea poienei 
Ascult cântecul Ilenei 
Ea cantă și strânge fân, 
Mie-mi curg lacrimi în sân. 
Ea cântă și pologește, 
Iar eu n-am nicio nădejde.
Cine-ar putea să-mi descrie 
Traiul meu, viața pustie 
Ce-o trăiesc în haiducie 
Pe coastă la Sihăstrie? 

Frunză verde, floare deasă, 
De trei ani sunt dus de-acasă
Haiduc în pădurea deasă, 
Traiul mi s-a părut greu, 
Dar viața-i tare frumoasă, 
Mi-i somnul pe floricele, 
În cântec de păsărele. 
De cum mă scol pân-mă culc 
Păsări cântă și un cuc. 
Mi-am trăit zilele mele 
Prin poieni cu floricele, 
Cântând în frunză de jele. 
De n-aveam pușca în codru 
Aș fi-nnebunit cu totul. 
Păsările, țapii, pușca 
Îmi sunt mângâierea mea. 
Vara-mi cântă păsări, cucul  
Iarna-mi urlă-n Prislop lupul, 
Vara dorm pe floricele 
Și iarna strâng din măsele.
În pământ zac sub o stâncă, 
Și urâtul mă mănâncă. 

Pe marginea codrului,
La piciorul porcului, 
M-a ajuns o supărare 
Uitându-mă-n sat pe vale 
De la vale de Portiță 
Am dormit într-o căpiță 
Într-o căpiță de fân 

Cu genunchii strânși la sân.

### Codrule drag
Mi-a cântat o păsărea
Că vin câini pe urma mea.
Nici n-apucai să mă culc
Și trebuie să mă duc
De pe coastă la Haciung,
La poiana Mese-n fund.

La Vicov și prin poieni
Stau la pândă milițieni.
Mă păzesc când vin în sat
Să-mi iau ceva de mâncat
Mănânc fragi, frunze de fag
Și la sat eu nu mă trag.
Dacă vin la sat, la vale,
Îmi iau crucea în spinare.

Frunză verde trei smicele
La preluca din Pormele
Strânge-o fată floricele.
Fata strânge viorele
Și eu cânt doină de jele.
Dumnezeul vieții mele,
Codrule, sub umbra ta
Mi-am trăit viața mea
Când sta lumea-n închisori.
Tu mi-ai fost de ajutor
De-acasă când am fugit
De comuniști hăituit.
La tine când m-am suit
Tu mi-ai zis ,,Bine-ai venit!"
Tu mi-ai dat pat de dormit,
Cetină de-acoperit
Și locuri tari de trăit

De dușmani m-ai ocrotit
Și de lume m-ai ferit.
Codrule, scump frățior,
Tu mi-ai dat când a fost dor
Cărniță de țăpușor,
Apă rece din izvor.
Cât îi Pietroasa de lată
Nici o palmă nu-i lăsată
De-al meu picior necălcată
Cât îi Ascunsu de lung
Din Măgură la Haciung
Nu-i rămas metru pătrat
De-al meu picior necălcat.
Nu există brădănel
Să nu fi dormit sub el
Nu-i izvor, nici sforăcel, Să nu fi băut din el,
Nici un țap să fi lăsat
Ca să nu-l fi împușcat,
Ori să văd vreun godăcel
Și să nu mănânc din el
Când îmi era dor de sat
Mă suiam pe-un fag înalt.
De pe vârf, la Bâtca Mare,
Mă uitam în sat, pe vale,
Pe Măgură la izvor.
De necaz am vrut să mor!
De miliție hăituit
Măgura când am suit
Cădeam jos de obosit
În zăpadă m-am trântit
Și-acolo am adormit.
Somnul din cotul cărării

Mi-a mâncat șira spinării.

### Răzeșii
De-ar putea ca să învie 
Ștefan Vodă din mormânt, 
În Moldova ca să vie 
Să vadă ce-i pe pământ, 
Ar vedea cum gem răzeșii 
Și-al lui lăcaș pângărit, 
Apăsați de dări plăieșii 
Și pe Dumnezeu hulit, 
Iar Moldova iui iubită 
Sfâșiată de păgâni, 
De străini e jefuită 
Și-al ei rod mâncat de câini, 
Prefăcută-a ei hotară, 
Toate întoarse pe dos, 
Silnicia peste țară, 
Peste-al ei popor de jos. 
Răzeșimea României 
A ajuns în chinuri mari, 
Iar apărătorii gliei 
Stau prin temniți și fugari. 
Să vadă cum moldovenii 
Se zbat într-un chin cumplit, 
Cum se zvârcolesc sătenii 
Sub gârbaciul moscovit. 
Lacăt greu poartă la gură 
Și în inimă venin, 
Căci cu legea munca-i fură 
Și în casă-i e străin 

Să mai vadă cu mâhnire 
Că ogorul ce i-a dat 
Cu-a lui mână-n stăpânire 
E silit să-l facă dat. 
El s-ar duce-ntr-o mânie 
Și-ar aprinde foc pe dealuri 
Răzeșimea României 
Să se-adune valuri, valuri, 
Uragan împins de zloată 
De prin codri să pornească 
Să curețe de-a lor gloată 
Toată Țara Românească. 
Să le spulbere gunoiul 
Și sămânța să le piară, 
Să se ducă cu puhoiul 
Patrioții fără țară 
Ce vor frații să-și robească, 
Cu minciună și ocară 
Neamul să ni-I prăpădească, 
La străini să vândă țara. 
Cu legea noastră strămoșească 
Stăpâni să fim vrem pe pământ, 
Cu drag ca omul să-l muncească 
Și cu credința-n Domnul Sfânt. 
Aceasta este glăsuirea Poporului. 
Într-un cuvânt, 
Dreptate cere omenirea 

Și libertate pe pământ!

### Dezleagă-te, române!
Dezleagă-te, române, 
Din lanțul tiraniei, 
Căci nu-s stăpâni păgânii 
Pe codrii României 

Aruncă de Ia gură 
Lăcata și vorbește 
Și urcă sus, pe munte, 
La luptă deci pornește! 

Să fiarbă al tău sânge 
Și-n tine răzvrătire 
Sfărâmă greul jug 
Prin luptă și unire. 

Adu-ți aminte, frate, 
Că ești neam de eroi!
De-ai tăi străbuni s-a frânt 
Al hoardelor puhoi 

Ce-a vrut și altădată, 
În vremile uitate, 
Ogorul să ni-I calce 
Și—a noastră libertate. 

Nu vezi ce vreau străinii
Ce vor să ne robească? 
Din munca și-al tău sânge 
În lene să trăiască 

Din munca ta cinstită, 
Sudoarea ta și frânturi 
Se-ndoapă lenevind 
Armatele de trântori 

Ce stau cu biciu-n mână, 
Impun autoritate,
Colhoz și dezbinare
Și fără libertate 
Plecat, să lingi țărâna,
Supus fără cuvânt 
Și slugă să le fii 
Străin pe-al tău pământ 

Pe tine, rob al muncii, 
În clase te-a-mpărțit 
Mai lesne să le fie 
De 5upt, de jefuit. 

Dezleagă-te, române 
Și uită-ți suferința 
Trăznește-n ei și sfarmă 
Și curmă umilința 

Și apără-ți avutul,
Credința și ogorul
Și lasă în pustie 
Colhozul și tractorul. 

De ce să-ți fure munca, 
Sudoare frunții tale? 
Sfărâmă colectivul, 
Croiește-ți altă cale! 
De ce suporți dușmanii,
Te pleci la nedreptate? 
Ridică-ți fruntea sus 
Și vină de te bate 

Cu cei ce-ți iau pământul 
Și vitele din plug
Și ridică-ți fruntea sus 
Și scutură-al tău jug! 

Se cade, nu știi oare 
Ca graniță să fie 
Pe-al tău ogor? 
Nu vezi Că trupul României 

Și-a ta mândră grădină 
În două-i împărțită 
De liftele păgâne 
Stând tristă, veștejită? 

Dezelagă-te, române 
Dreptate ca să-ți faci 
Și-arată vitejia 
Străbunilor tăi daci!

Păgânii să o știe 
Că sângele nu-i apă 
Te luptă vitejește 
De cotă de te scapă! 

Zdrobește-orânduirea 
Străinilor de-afară, 
Dreptate, libertate 

S-avem la noi în țară!

### Pentru Iibertate
De mult ce-am iubit libertatea cu drag,
De spaima-nchisorii, de-al Rusiei jug, 
Lăsat-am pustiu al căminului prag 
Și sapa ruginii și coasă și plug. 
Lipsit m-am lăsat și plin de amar, 
Când pruncii micuți i-am strâns lângă piept 
În mână-am luat al soartei pahar
Și al vieții destin pe nedrept 
Și sus către munte, pe-a codrului cale, 
Acuma cinci ani plecat-am de-acasă. 
În urmă-am lăsat suspinuri și jale, 
Nevastă, copii și mamă duioasă 
Ei fără să știe de-a lumii-împărțire 

De grele necazuri ce vin, 
Ei fără să știe de-a mea despărțire 
De milă-au rămas și de chin. 
În gheara mizerii, se-zbat copilașii, 
Nevastă și frați, părinți chinuiți 
Din dreptul vieții ne-a șters vrăjmașii 
La moarte cu toții suntem osândiți. 
Prin codrii-am trăit cu greu și în chinuri, 
Cu foame, viață amară și gol. 
Prin ploi și prin geruri umblând cu suspinuri 
Pe creste făcut-am al țării ocol. 
De casă-am avut copacii, tufișe 
Și cetina verde sub mine pe geruri, 
Iar hrana mi-au dat-o creștinii miloși, 
Nădejdea, credința la Tatăl din ceruri. 
Cu trupul sleit de puteri 
Ajuns-am la mijloc de viață 
Prin gând mi-au trecut străbune-amintiri 
Și lacrimi sudoare pe față. 
Prin undele morții trecut-am pe drum 
Frumoasa și tânăra viață, 
Mă uit la ea și nu e acum 
Decât un fir subțire de ață. 
Ce-mi poartă osânda și haina durerii 
Și zilele-mi negre, le leagă de brazi
Privind mereu spre locul tăcerii 
Cu gândul la soarta și ziua de azi. 
Cu greu am trecut al vieții nou an 
Cu moartea de mână, cu-amar, cu necazuri, 
Pășit-am acum pe al șaselea an, 
Prin grele furtuni și talazuri. 
Căci nu știu, vedea-voi cu ochii-mplinită dorința 
Și liber cu lumea în sat să trăiesc 
De nu mi-o curma un dușman suferința 
Și viața în chin așa să-mi sfârșesc. 
Căci nu e viață mai scumpă la mine. 
În care-am trăit lipsit de noroc. 
Decât libertatea ce o port pe coline, 
Pe a munților creste, iubită cu foc. 

Legământ am făcut cu al țării pământ.
1. ↑  Autoritatea BnF, accesat în 2 iulie 2024
2. ↑  „Vasile Motrescu era un excelent cunoscător al istoriei României, aprecia, în 1994, Gavril Vatamaniuc, și deseori ne oferea adevărate prelegeri pe care le ascultam cu deosebit interes”
3. ↑  Adrian Brișcă, O zi din viața unui partizan. VI, în A.T., nr. 3/1995, p. 103
4. ↑   Adrian Brișcă, Rezistența armată anticomunistă din România. 1944-1962, în A.T., nr. 1-2/1999, pp.
42-43
5. ↑  Mișcarea armată de rezistență anticomunistă din România. 1944-1962,
coord. prof. univ. dr. Gheorghe Onișoru, București, Editura Kullusys, 2003, pp. 285
6. ↑  Mișcarea armată de rezistență anticomunistă din România. 1944-1962, coord. prof. univ. dr. Gheorghe Onișoru, București, Editura Kullusys, 2003, pp. 285
7. ↑  A.M.I., fond D.M.R.U., inv. nr. 7389, dosar nr. 34, ff. 89-96)
8. ↑  Brazii se frâng, dar nu se îndoiesc, Ion Gavrilă Ogoranu, p. 234
9. ↑  Adrian Brișcă, O zi din viața unui partizan. III, în A.T., nr. 4/1994, p. 101
10. ↑  Adrian Brișcă, Vasile Motrescu (1920-1958) în Dicționar biografic. A.T., nr. 4/1994, pp. 217-220
11. ↑  Adrian Brișcă, O zi din viața unui partizan. III, în A.T., nr. 4/1994, p. 109
12. ↑  Caietul conținea scrisoarea lui Vasile Motrescu adresată D.G.S.S. intitulată „În cinstea zilei de 23
August aștept libertatea”, urmată de 14 poezii compuse de el în timpul cât a fost partizan: „Ascultați versurile mele”, „Răzeșii”, „Frați români”, „Dezleagă-te, române!”, „Robie”, „Strânge-l pe țăran!”, „Pentru libertate”, „Soarta vieții”, „Haiducii”, „Oda Bucovinei”, „Moartea”, „Traiul meu”,
„Primăvara”, „Codrule drag”. (vezi Adrian Brișcă, O zi din viața unui partizan. VI, în A.T., nr. 3/1995, p. 102)
13. ↑  Mișcarea armată de rezistență anticomunistă din România. 1944-1962, coord. prof. univ. dr. Gheorghe Onișoru, București, Editura Kullusys, 2003, pp. 287
14. ↑  Mișcarea armată de rezistență anticomunistă din România. 1944-1962,
coord. prof. univ. dr. Gheorghe Onișoru, București, Editura Kullusys, 2003, pp. 288
15. ↑  Valeria Șfichi relatează într-un interviu din 1994 episodul arestării: „În noaptea de 13/14 ianuarie 1958, pe la orele 10 seara, eram culcați. Câinele a început să latre insistent. Soțul meu, Gavril, a ieșit afară și a văzut curtea plină de securiști. Casa era înconjurată. Vreo 10-12 inși, în haine civile, au intrat la mine în cameră. După ce am aprins lampa, m-au întrebat:
— Vasile este aici?
— Da.
— E înarmat?
— Nu are niciun fel de armă la dânsul.
Vasile Motrescu, aflat în cămăruța alăturată, a auzit discuția, și-a dat seama ce se întâmplă și a
ieșit afară.
— Unde-i arma?
— Nu am armă la mine, decât un cuțit de tăiat pâine.
I-au făcut percheziție, l-au legat cu o bucată de frânghie, cu mâinile la spate și ne-au luat pe
toți trei.” (Adrian Brișcă, O zi din viața unui partizan. III, în A.T., nr. 4/1994, pp. 111-112)
16. ↑  „Eroului îi stă bine cu moartea sa. Vasile Motrescu. Partizanul surghiunit 14 ani!”. www.ferratum.ro.[nefuncțională]